# Иванов, Владимир Александрович (бадминтонист)
Влади́мир Алекса́ндрович Ивано́в (род. 3 июля 1987[…], Куса, Челябинская область) — российский бадминтонист. Чемпион России, двукратный чемпион Европы, призёр Европейских игр 2015, пятикратный победитель Кубка России, участник Олимпийских игр 2012 и 2016 годов, заслуженный мастер спорта России. Специализируется на одиночной и парной категориях. Выступает за бадминтонный клуб «Приморье», за субъекты — Челябинская область и параллельным зачётом за Приморский край.

## Биография
Владимир Иванов родился 3 июля 1987 года, в городе Куса Челябинской области. Родители Александр Николаевич Иванов и Тамара Петровна Иванова. Бадминтоном Владимир начал заниматься со второго класса. С 17 лет занимается в Комплексной детско-юношеской спортивной школе «Торпедо» под руководством личного тренера Валерия Лебедева. Первые серьёзные турниры будущего спортсмена проходили на базе Дворца пионеров и школьников в его родном городе. Участников его возраста было очень мало, и Владимир выступал в категории на 1—2 года старше. В 13 лет Иванов впервые отправился в Орехово-Зуево на первенство России по бадминтону, где занял 1 место. В 16 лет Владимир попал во взрослую сборную страны. В 2006 году занял 2 место на чемпионате России. С этого момента перспективным бадминтонистом всерьёз заинтересовались, и он закрепился в сборной. В 2008 году Иванов выиграл свой первый чемпионат России. Помимо спортивной карьеры Владимир учится в аспирантуре Уральского государственного университета физической культуры. Женат.

## Спортивная карьера
| Место | Категория | Дата                   | Турнир                                           |
| ----- | --------- | ---------------------- | ------------------------------------------------ |
| 1     | одиночная | 2008, 2010, 2011, 2012 | RUSSIAN NATIONAL CHAMPIONSHIPS                   |
| 3     | команды   | 2009                   | EUROPEAN TEAM CHAMPIONSHIPS                      |
| 1     | парная    | 2009                   | RUSSIAN GRAND PRIX 2009                          |
| 2     | парная    | 2009                   | 34th YONEX Hungarian International Championships |
| 3     | парная    | 2009                   | Yonex Irish International Championships          |
| 1     | парная    | 2010                   | 34th Yonex Polish International Championships    |
| 1     | парная    | 2010                   | RUSSIAN GRAND PRIX                               |
| 2     | парная    | 2010                   | Kharkov International                            |
| 2     | парная    | 2010                   | Italian International                            |
| 1     | парная    | 2010                   | Turkiye International Challenge                  |
| 3     | команды   | 2011                   | European Mixed Team Championships                |
| 1     | парная    | 2011                   | 35th Yonex Polish International Championships    |
| 1     | парная    | 2011                   | Guatemala International Challenge 2011           |
| 1     | парная    | 2011                   | XXVI Brazil International Badminton Cup 2011     |
| 1     | парная    | 2011                   | Scottish International Championships 2011        |
| 2     | одиночная | 2011                   | Guatemala International Challenge 2011           |
| 1     | одиночная | 2012                   | Yonex OCBC US Open GPG 2012                      |
| 1     | парная    | 2012                   | Swedish International Stockholm 2012             |
| 1     | парная    | 2012                   | 36th Yonex Polish International 2012             |
| 1     | парная    | 2012                   | Finnish Open 2012                                |